# Ван Сяньбо
Ван Сяньбо́ (кит. упр. 王顕波, 28 августа 1976) — китайская дзюдоистка средней и полусредней весовых категорий, выступала за сборную Китайской Народной Республики в середине 1990-х — начале 2000-х годов. Бронзовая призёрша летних Олимпийских игр в Атланте, чемпионка Азиатских игр в Бангкоке, обладательница бронзовой медали чемпионата Азии, серебряная призёрша Восточноазиатских игр в Пусане, победительница многих турниров национального и международного значения.

## Биография
Ван Сяньбо родилась 28 августа 1976 года. Активно заниматься дзюдо начала в возрасте десяти лет.
Первого серьёзного успеха на взрослом международном уровне добилась в 1995 году, когда попала в основной состав китайской национальной сборной и побывала на чемпионате Азии в Нью-Дели, откуда привезла награду бронзового достоинства, выигранную в полусредней весовой категории. Кроме того, выступила на чемпионате мира в японской Тибе, хотя здесь осталась без медалей, на стадии 1/8 финала потерпела поражение от японки Тисато Исибаси.
Благодаря череде удачных выступлений удостоилась права защищать честь страны на летних Олимпийских играх 1996 года в Атланте — единственное поражение потерпела здесь на стадии 1/8 финала среднего веса от представительницы Южной Кореи Чо Мин Сон, которая в итоге и стала чемпионкой этих Игр. В утешительных поединках за третье место взяла верх над всеми своими соперницами и завоевала таким образом бронзовую олимпийскую медаль.
После Олимпиады в США Ван осталась в основном составе дзюдоистской команды КНР и продолжила принимать участие в крупнейших международных турнирах. Так, в 1997 году в среднем весе она добавила в послужной список серебряную медаль, полученную на Восточноазиатских играх в Пусане — в решающем поединке вновь встретилась с кореянкой Чо Мин Сон и снова проиграла ей. При этом на чемпионате мира в Париже попасть в число призёров не смогла, уступила в 1/8 финала немке Ане фон Рековски. Год спустя, вернувшись в полусредний вес, отправилась представлять страну на Азиатских играх в Бангкоке и одержала здесь победу над всеми оппонентками, в том числе поборола в финале японку Нами Кимото. Пыталась пройти отбор на Олимпийские игры 2000 года в Сиднее, однако на квалификационных соревнованиях в конкурентной борьбе проиграла соотечественнице Ли Шуфан, которая в итоге стала сребряной призёршей Олимпиады в категории до 63 кг.
Последний раз Ван Сяньбо показала сколько-нибудь значимый результат на чемпионате мира среди военнослужащих 2001 года в Остии, где стала бронзовой призёршей в среднем весовом дивизионе. Вскоре по окончании этих соревнований приняла решение завершить карьеру профессиональной спортсменки, уступив место в сборной молодым китайским дзюдоисткам.